# Manavadar
Manavadar (Gujarati માણાવદર Māṇāvadara) ist ein Ort mit etwa 31.000 Einwohnern (Zensus 2011) im indischen Bundesstaat Gujarat. Er liegt im Distrikt Junagadh.
Manavadar war Hauptstadt des früheren Fürstenstaates Manavadar.